# エドソン・ノブレ
エドソン・ノブレ（Édson de Jesus Nobre、1980年2月3日 - ）は、アンゴラの元サッカー選手。元アンゴラ代表。ポジションはミッドフィールダー。

## 来歴
2005年11月にアンゴラ代表デビュー。2006年1月のアフリカネイションズカップではグループステージ全3試合に出場した。2006 FIFAワールドカップやアフリカネイションズカップ2008にも出場した。2009年までに通算17試合に出場した。

## 代表歴

### 出場大会
- アンゴラ代表
  - 2006 FIFAワールドカップ

### 試合数
- 国際Aマッチ 17試合 0得点（2005年-2009年）[1]

| アンゴラ代表 | 国際Aマッチ | 国際Aマッチ |
| 年           | 出場        | 得点        |
| ------------ | ----------- | ----------- |
| 2005         | 1           | 0           |
| 2006         | 7           | 0           |
| 2007         | 5           | 0           |
| 2008         | 3           | 0           |
| 2009         | 1           | 0           |
| 通算         | 17          | 0           |